# 1-es busz (Kazincbarcika)
A kazincbarcikai 1-es jelzésű autóbusz az Autóbusz-állomás és a Szent Flórián tér között közlekedett, amelyet a Borsod Volán Zrt. üzemeltetett az Építők útja érintésével.

## Története
Az 1950-es, '60-as évek során alakult ki Kazincbarcika helyi tömegközlekedésének első formája. Ennek részeként indult el az 1-es vonal akkor még Újváros – BVK viszonylaton. Időközben megváltoztak az elnevezések, 1973-tól az Autóbusz-állomásról indultak, mint a mai napig is az összes helyi, helyközi, távolsági járat. 1991-ben a Borsodi Vegyi Kombinát megszűnt, ezáltal a végállomás a BorsodChem melletti váróterem lett, 2010-től Szent Flórián tér. Az új évszázadot átlépve egyre jobban csökkentek az igények, a városban sorra szűntek meg a járatok. 2013-ban magáénak tudhatta a több, mint 50 éves vonal is az utolsó üzemnapot, amikortól kizárólag a 3-as, a 3B, a 4-es, a 4B, a 4C, a 9-es, a 23-as és a 42-es buszok maradtak. Ekkorra már naponta több száz regionális autóbusz járta végig az alig 4 kilométeres szakaszt.

## Útvonala
| Autóbusz-állomás – Szent Flórián tér                                                  | Szent Flórián tér – Autóbusz-állomás                                                  |
| ------------------------------------------------------------------------------------- | ------------------------------------------------------------------------------------- |
| Egressy Béni út ➝ Építők útja ➝ Jószerencsét út ➝ Irinyi János u. ➝ Szent Flórián tér | Szent Flórián tér ➝ Irinyi János u. ➝ Jószerencsét út ➝ Építők útja ➝ Egressy Béni út |

## Közlekedése
| Útvonal                                       | Indításszáma | Közlekedése          |
| --------------------------------------------- | ------------ | -------------------- |
| Autóbusz-állomás – Szent Flórián tér aut. vt. | 2 vissza     | munkanapokon         |
| Autóbusz-állomás – Szent Flórián tér aut. vt. | 1 pár        | munkaszüneti napokon |

## Megállóhelyei
| 0 | Autóbusz-állomás végállomás                      | 0.0 km | 0 |
| 1 | Ifjúmunkás tér                                   | 0.7 km | 2 |
| 2 | Kórház                                           | 1.1 km | 3 |
| 3 | Városháza                                        | 1.6 km | 4 |
| 4 | Központi iskola                                  | 2.0 km | 5 |
| 5 | Temető                                           | 2.7 km | 6 |
| 6 | Szent Flórián tér, autóbusz-váróterem végállomás | 3.6 km | 8 |